# ماكرون (شركة)
ماكرون (بالإيطالية: Macron)‏، هي شركة ملابس رياضية إيطالية مقرها في كريسبيلانو، بولونيا. تعتبر رائدة أوروبية في إنتاج الملابس الرياضية النشطة.
تعمل ماكرون في ثلاثة مجالات عمل رئيسية:
- معدات الفرق: كرة القدم، كرة السلة، الرجبي، الكرة الطائرة، البيسبول، كرة اليد، كرة القدم الخماسية والجري.[2]
- التجارة: أطقم رسمية وملابس وقت الفراغ وإكسسوارات لمشجعي الأندية التي ترعاها شركة ماكرون.[3]
- ملابس الاسترخاء: ملابس مستوحاة من الرياضة لمن يرغبون في ارتداء المنتجات خارج الملعب.